# 2006 QE181
2006 QE181, também escrito como 2006 QE181, é um objeto transnetuniano que está localizado no Cinturão de Kuiper, uma região do Sistema Solar. Este corpo celeste é classificado como um cubewano. Ele possui uma magnitude absoluta de 6,7 e tem um diâmetro estimado com 201 km.

## Descoberta
2006 QE181 foi descoberto no dia 21 de agosto  de 2006.

## Órbita
A órbita de 2006 QE181 tem uma excentricidade de 0,074 e possui um semieixo maior de 44,367 UA. O seu periélio leva o mesmo a uma distância de 41,068 UA em relação ao Sol e seu afélio a 47,667 UA.